# Зубная фея 2
«Зубная фея 2» (англ. Tooth Fairy 2) — американский семейный фантастический комедийный фильм 2012 года режиссера Алекса Замма с Ларри-кабельщиком в главной роли. Он является продолжением фильма «Зубная фея» 2010 года с Дуэйном Джонсоном в главной роли. Фильм был выпущен на DVD и Blu-ray 6 марта 2012 года из-за провала в прокате прошлого фильма и его в основном негативных отзывов от критиков и зрителей.

## Сюжет
Ларри Гатри (Ларри-кабельщик), мечтатель из маленького городка, получает титул «Чудо округа Метро». По дороге на день рождения ребенка Ларри и его подруга Брук (Эрин Бойт) останавливаются у лотереи, разыгрывающей кабриолет Camaro. Ларри против воли Брук вписывает свое имя в лотерею и выигрывает шанс получить автомобиль. Чтобы выиграть, Ларри имеет три шанса сбить две кегли для боулинга по обе стороны дорожки. На третьей попытке, когда обе кегли остались, он поскальзывается на сырном соусе начо и успешно сбивает кегли шаром для боулинга. Спустя некоторое время, после того как Ларри и Брук прекратили свои отношения, Ларри узнает, что Брук помолвлена с «горячей шишкой» города, Борегардом «Бо» Биллингсом (Дэвид Маки). Бо Биллингс является кандидатом на пост мэра города, что побуждает Ларри попытаться вернуть ее.
Чтобы вернуть расположение Брук, Ларри становится волонтером в местной программе послешкольного образования, которой руководит Брук. В первый день работы он говорит одному из детей, что Зубная фея ненастоящая, чем очень расстраивает маленького мальчика Гейба и заставляет его усомниться в реальности Зубной феи. В ту ночь к Ларри приходит Зубная фея по имени Никс, надевает на него розовый наряд феи с ног до головы и говорит ему, что он — запасная Зубная фея и должен собрать десять зубов за десять дней. Ларри дают пыль фей, чтобы помочь ему, и говорят, что если он не сможет собрать десять зубов, то у него отнимут самое большое воспоминание.
Ларри просыпается от того, что он считал сном, но вскоре узнает, что ошибался. На следующую ночь он превращается в Зубную фею и отправляется за своим первым зубом. Ему удается собрать его с некоторым трудом, но он очень гордится своими способностями. На следующую ночь он снова превращается в Зубную фею. В это время он начинает вносить улучшения в программу внеурочной деятельности, помогая им собирать деньги на новые принадлежности. Брук начинает тепло относиться к нему и говорит, что довольна тем, что он сделал. Пара отправляется на тестирование свадебного торта, где Ларри, в отличие от Бо, который появляется, чтобы увести ее от Ларри, вспоминает, что у Брук аллергия на клубнику и любит апельсиновый крем, что производит на нее впечатление. Затем он предлагает пойти и купить принадлежности на деньги, которые они заработали, в надежде еще больше впечатлить Брук.
Вскоре после того, как Ларри собирает материалы для программы, он превращается в Зубную фею и вынужден выполнять свои обязанности. Пока он собирает зуб, Бо крадет принадлежности, чтобы выставить Ларри в плохом свете. Когда Ларри возвращается после сбора зуба, он потрясен тем, что его машина пуста, и на следующий день ему приходится сообщить об этом Брук и детям.
Почувствовав себя обескураженным, Ларри решает бросить работу Зубной феи и потерять то, что он считал своим величайшим воспоминанием. Когда он узнает, что победа в конкурсе «Чудо округа Метро» не была его величайшим воспоминанием, он приходит в замешательство. Он решает вернуть себе роль Зубной феи, не теряя времени даром. После успешного сбора оставшихся зубов и восстановления веры детей в Зубную фею, Ларри узнает, что его самое большое воспоминание на самом деле было связано с Брук. Ларри решает рассказать об этом Брук, и когда она спрашивает Бо о его величайшем воспоминании, то с разочарованием обнаруживает, что оно не о ней. Она расторгает помолвку с Бо и возобновляет свою любовь с Ларри. Нет сталкивается с Ларри в его трейлере, который клянется отомстить, но врезается в стол, и на него сыплется порошок амнезии, в то время как Ларри летает, понимая, что Брук любит его. Фильм заканчивается тем, что Брук и Ларри женаты, живут в одном доме и ждут ребенка. Появляется Никс и просит Ларри подменить ее, потому что региональная зубная фея заболела, на что он соглашается и улетает в ночь за зубом.

## В ролях
- Ларри-кабельщик в роли Ларри Гатри
- Дэвид Маки в роли Борегарда «Бо» Биллингса
- Эрин Бойт в роли Брук Миллер
- Брэди Райтер в роли Никса
- Рэйчел ДюРоуз в роли Рэйчел

## Приём
Фильм был крайне негативно встречен критиками, раскритиковавшими сюжет и игру актёров, хотя игра Ларри-кабельщика получили высокую оценку. Common Sense Media дали фильму отрицательную рецензию, заявив, что «слабому сиквелу не хватает смеха, ясности и симпатичных персонажей.» Джеймс Плат из Movie Metropolis сказал: «Если вы все ещё верите в Зубную фею или ещё достаточно молоды, чтобы помнить волшебство, вам может показаться это забавным. А мне? Мне было просто жутко, и я вспомнил, что лучше проверить все двери и окна перед сном».
Radio Times поставила фильму 2 балла из 5. Алекс Замм, пишущий для Exclaim.ca, назвал первый фильм о Зубной фее «погранично не заслуживающим внимания», а продолжение — «ошибочным».